# Schafberg (Hürtgenwald)
Schafberg is een plaats in de Duitse gemeente Hürtgenwald, deelstaat Noordrijn-Westfalen, en telt 89 inwoners (31 maart 2020).
Het gehucht ligt een kilometer ten zuidwesten van het wat grotere dorpje Straß.